# 1554 Югославія
1554 Югославія (1554 Yugoslavia) — астероїд головного поясу, відкритий 6 вересня 1940 року.
Тіссеранів параметр щодо Юпітера — 3,346.
Названо на честь Югославії (Jugoslavija, Jyгославиja) — федеративної держави, котра існувала у XX столітті на півдні Європи.